# Smenospongia aurea
Smenospongia aurea är en svampdjursart som först beskrevs av Hyatt 1878.  Smenospongia aurea ingår i släktet Smenospongia och familjen Thorectidae. Inga underarter finns listade i Catalogue of Life.